# Manwel Dimech
Manwel Dimech (Emmanuel Dimich) (ur. 25 grudnia 1860 w Valletcie, zm. 17 kwietnia 1921 w Aleksandrii) – maltański dziennikarz, filozof (przedstawiciel utylitaryzmu), poeta, prozaik, działacz nacjonalistyczny i socjalistyczny, przeciwnik Kościoła katolickiego oraz rządu kolonialnego.
Za udział w zabójstwie i fałszowaniu pieniędzy został skazany na 20 lat więzienia. Po odsiedzeniu wyroku, który wykorzystał na samodzielne kształcenie, odbył podróże po Europie. Na Malcie poświęcił się organizowaniu robotników w związki zawodowe i przygotowywaniem dla nich kursów języka angielskiego oraz kapitałów samopomocy. W 1911 arcybiskup Malty wykluczył go ze wspólnoty wiernych za krzewienie ideałów socjalizmu, żądanie równych praw wyborczych dla kobiet, wyznawanie protestantyzmu, związki z wolnomularstwem, a nawet za bycie diabłem. W 1921 założył Partię Pracy, która chroniła sprawy robotników w rządzie maltańskich.